# Verdea (okręg Vâlcea)
Verdea – wieś w Rumunii, w okręgu Vâlcea, w gminie Sutești. W 2011 roku liczyła 534 mieszkańców.